# Phare des îles Chandeleur
Le phare des îles Chandeleur (en anglais : Chandeleur Island Light), était un phare situé à l'extrémité nord des îles Chandeleur dans le golfe du Mexique, dans la Paroisse de Saint-Bernard en Louisiane. Il a été détruit par l'ouragan Katrina en 2005.
Il est inscrit au Registre national des lieux historiques depuis le 25 juin 1986 sous le n° 86001404.

## Histoire

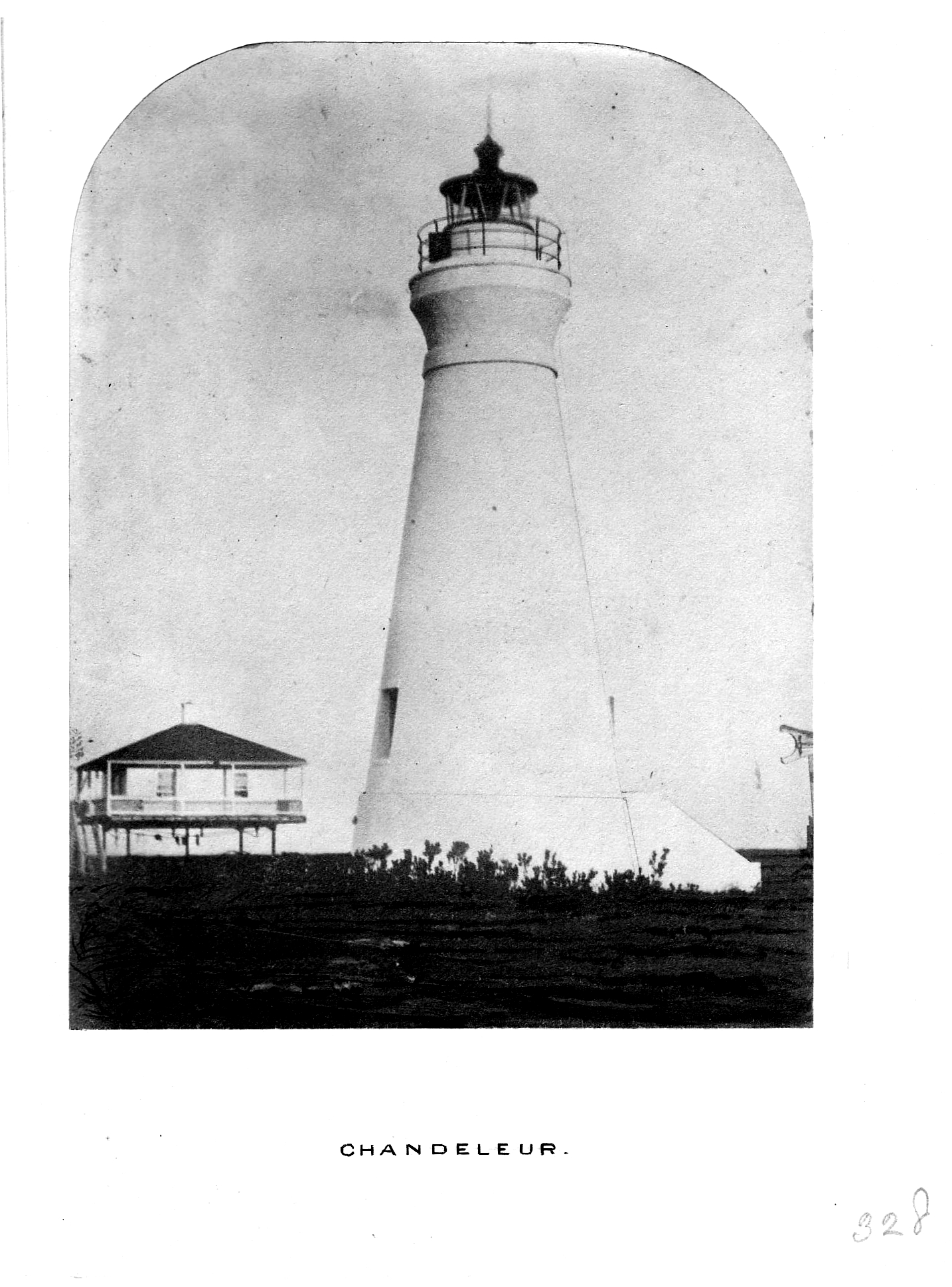
Le premier phare

Le premier phare, une tour en pierre, a été mise en service en 1848 avec neuf lampes dans des réflecteurs de 21 pouces (530 mm) à une hauteur focale d'environ 17 mètres au-dessus de la mer. La tour et la maison du gardien ont été détruites par un ouragan en août 1852.
Une deuxième tour, en briques, fut en service en 1855, avec un plan focal de 15 mètres. En 1865, le phare avait une lentille de Fresnel de 4e ordre. Cette tour était le seul bâtiment sur le site à avoir survécu à l'ouragan du 1er octobre 1893, mais elle a été sérieusement endommagée et a été détruite. Le Congrès a affecté 35.000 dollars à son remplacement.
Une nouvelle tour, à ossature de fer, avec une lentille de Fresnel du 3e ordre et une hauteur focale ordre de 31 m a été érigée à sa place en 1895.
Ce phare a figuré dans une affaire devant la Cour suprême des États-Unis. Après l'échouage d'une barge transportant de l'engrais, il a été déterminé que la Garde côtière avait fait preuve de négligence dans le maintien du bon fonctionnement du feu. La Cour a jugé que les États-Unis étaient responsables.
L'érosion a finalement laissé la tour seule dans l'eau avec le dernier bâtiment auxiliaire, une maison de gardien, détruite par l'ouragan Camille en 1969. La tour a été complètement détruite par l'ouragan Katrina en 2005, de sorte qu'une visite d'un navire de recherche, le printemps suivant, n'a trouvé aucune trace de celui-ci.
Identifiant : ARLHS : USA-151 ; ex-USCG : 4-0350 - ex-Admiralty : J3648 .

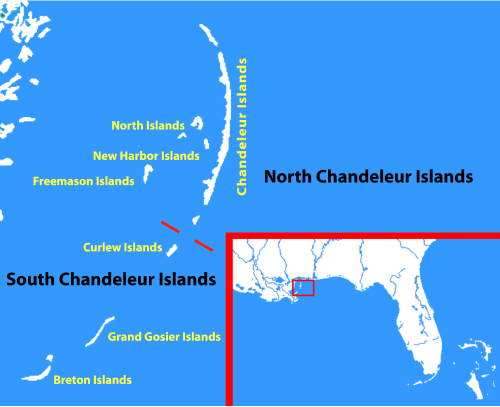
Îles Chandeleur
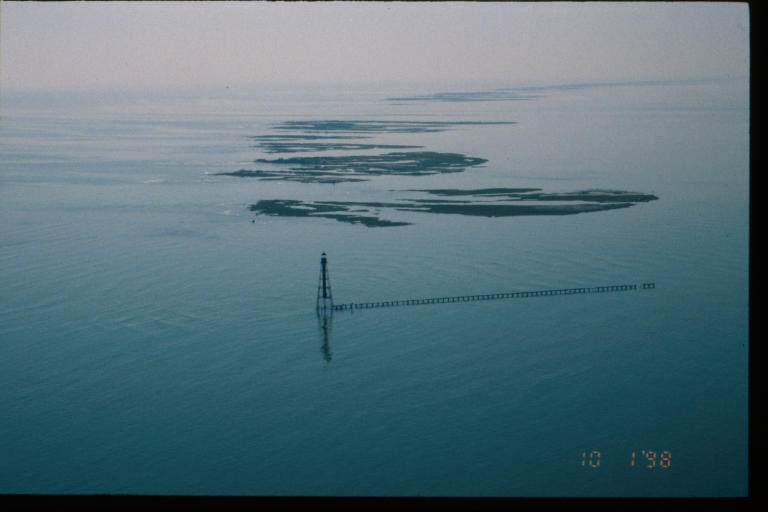
Îles Chandeleur
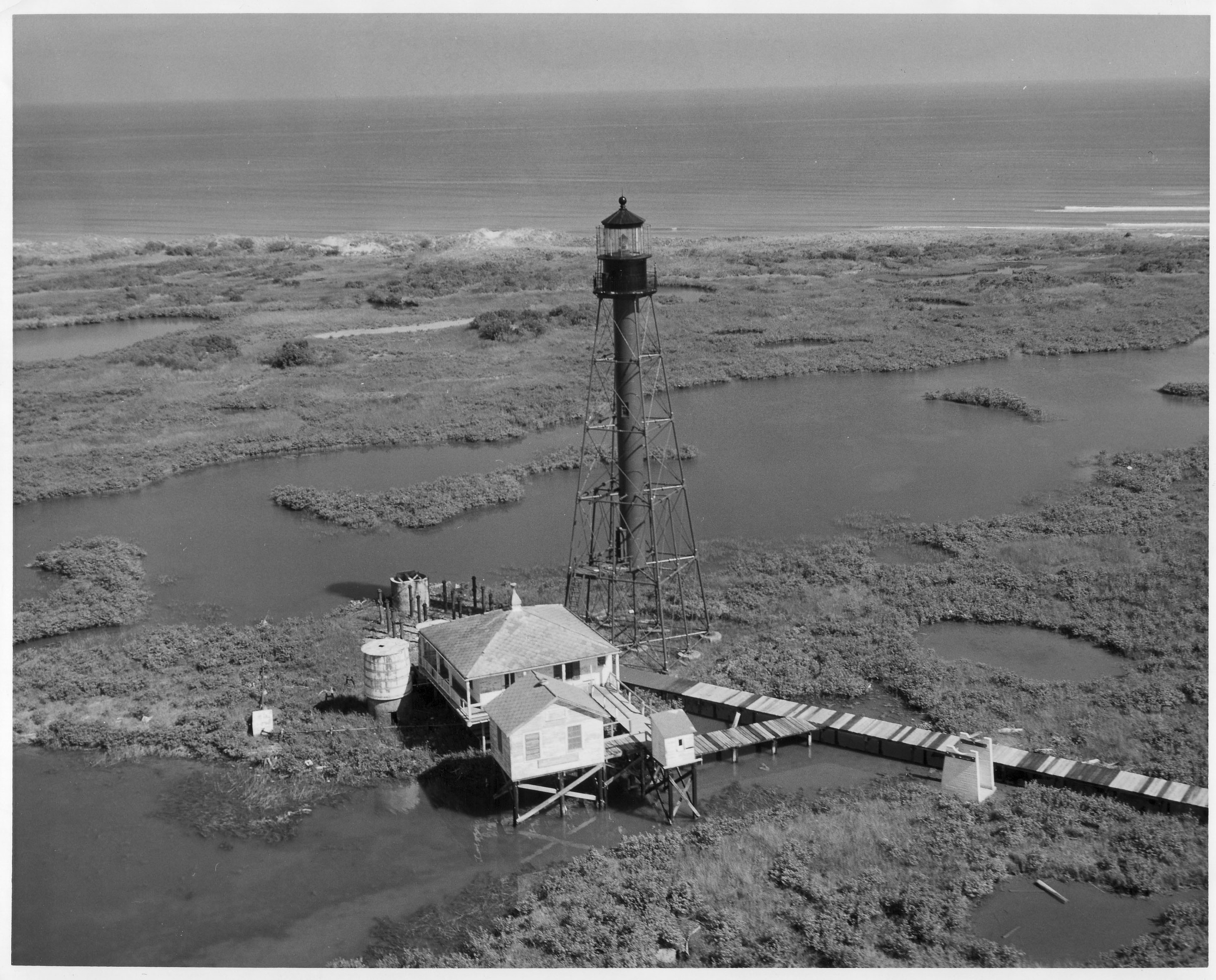
Le phare (1960)

### Lien connexe
- Liste des phares de la Louisiane